# Кроуксфьярдарнес
Кроуксфьярдарнес (исл. Króksfjarðarnes, исландское произношение: [ˈkʰrouksˌfjɑrðɑrˌnɛs] (слушать)о файле) — небольшое поселение на западе Исландии в общине Рейкхоулахреппюр (регион Вестфирдир).

## География
Кроуксфьярдарнес находится в западной части Исландии, на юго-западе региона Вестфирдир в 200 км от Рейкьявика. Поселение входит в состав общины Рейкхоулахреппюр.
Расположен Кроуксфьярдарнес у подножия горного массива Баккасньоуфьёдль (исл. Bakkasnjófjöll) на полуострове Кроуксфьярдарнес между Кроукс-фьордом и Гильс-фьордом.

## История
Впервые Кроуксфьярдарнес упоминается в 43-й главе Книги о заселения Исландии (исл. Landnámabók), где говорится, что в конце IX века первопоселенец Тораринн Крокур занял земли у Кроукс-фьорда, основал селение в Кроуксфьярдарнес и жил в нём. В исландской «Саге о Золотом Торире» (исл. Gull-Þóris saga) написанной в XIII веке, но повествующей о событиях конца IX — начала X, также упоминается Кроуксфьярдарнес, где говорится о людях живущих в этом селении и их помощи Тораринну Крокуру в борьбе за наследство.
Указом датского короля Кристиана IX в 1895 году Кроуксфьярдарнес получил право торговли и открыл магазин. После этого около сотни лет селение являлось местом торговой точкой для всех сельских поселений и фермерских усадеб во окружающих фьордах. Кроме магазина и бойни, принадлежавших основанному в 1911 году торговому кооперативу Kaupfélag Króksfjarðar, в Кроуксфьярдарнес находилося также небольшой порт, административные здания, отделение банка и телефонной компании (с 1928), почта (с 1928), бензозаправка, кафе и построенный в 1958 году общественный центр Vogaland.
В 1950 году Кроуксфьярдарнес стал центром сельской общины Гейрадальхреппюр (исл. Geiradalshreppur) в Эйстюр-Бардастрандарсисле. После начала процесса слияния общин в Исландии, в июле 1987 года, Гейрадальхреппюр и четыре других небольших сельских общин — Рейкхоуласвейт (исл. Reykhólasveit), Гювюдальсхреппюр (исл. Gufudalshreppur), Мулахреппюр (исл. Múlahreppur ) и Флатейярхреппюр (исл. Flateyjarhreppur), объединились в одну большую сельскую общину Рейкхоулахреппюр с центром в Рейкхоулар и Кроуксфьярдарнес потерял своё былое значение.
Летом 2006 года кооператив Kaupfélag Króksfjarðar закрыл существовавший с 1895 года магазин. Тогда местный кооператив Nesverslun получил права на это торговое место и открыл магазин снова, но он просуществовал всего шесть месяцев и закрылся. В январе 2007 года частные владельцы пытались во второй раз сохранить магазин и открыли его снова под названием Jónsbúð. На и на этот раз работу магазина не удалось наладить и он закрылся навсегда.
Бойня была закрыта в 2007 году, а почтовое отделение в 2008. Отделение банка в Кроуксфьярдарнес, на тот момент принадлежавшее Landsbanki, закрылось в 2012 году. При этом возник конфликт с местными жителями, которые отказывались покидать помещения закрывающегося навсегда отделения для тех пор, пока не получат назад свои сбережения.
Топливная компания N1, владеющая заправками по всей Исландии, в 2014 году закрыла бензозаправку, из-за устаревшего оборудования, слишком низких продаж и участившихся краж топлива. Закрытие заправки вызвало протесты местных жителей.
В настоящее время (2021 год) в здании магазина в летние месяцы работает небольшое кафе, где продаются изделия ручной работы, размещена туристическая информация и находится постоянная выставка «Arnarsetur Íslands» посвященная морскому орлу.

## Транспорт
Через Кроуксфьярдарнес проходит участок важной региональной дороги Вестфьярдарвегюр 60, соединяющий основую часть Исландии с Западными фьрдами. От поселения начинается небольшая, полузаброшенная дорога местного значения Гарпадальсвегюр 602, которая проходит вдоль скал по правому берегу малонаселенного Гильс-фьорда.
В Кроуксфьярдарнес расположена остановка автобусного маршрута №59 «Боргарнес – Будардалюр – Хоульмавик» унитарного предприятия Страйтоу.
До середины 2000-х в селении работал свой аэродром обслуживающий местные чартерные рейсы и полеты любительской авиации. После его закрытия ближайший аэропорт находится в 30 км к западу в городе Рейкхоулар.

## Галерея

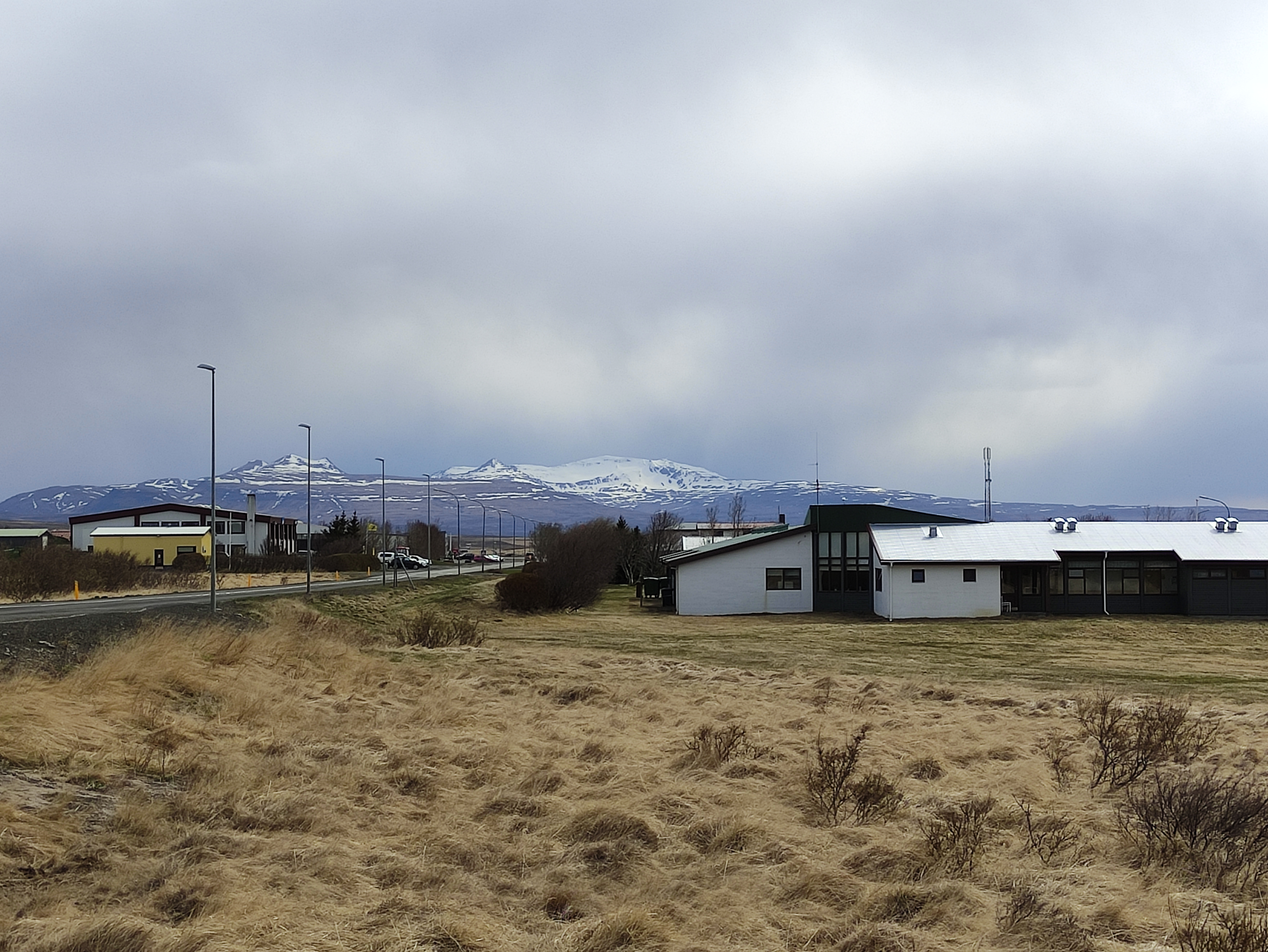
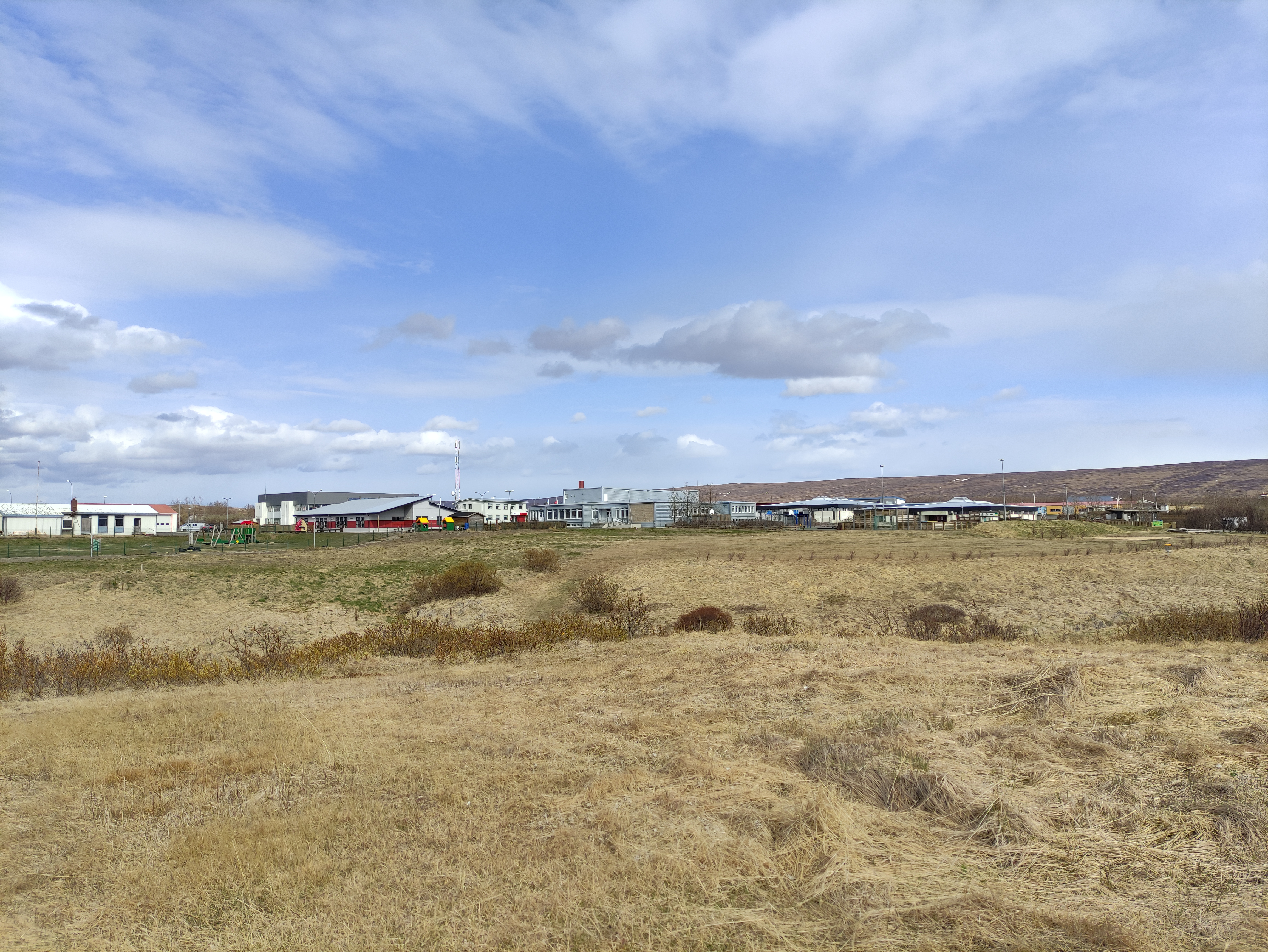
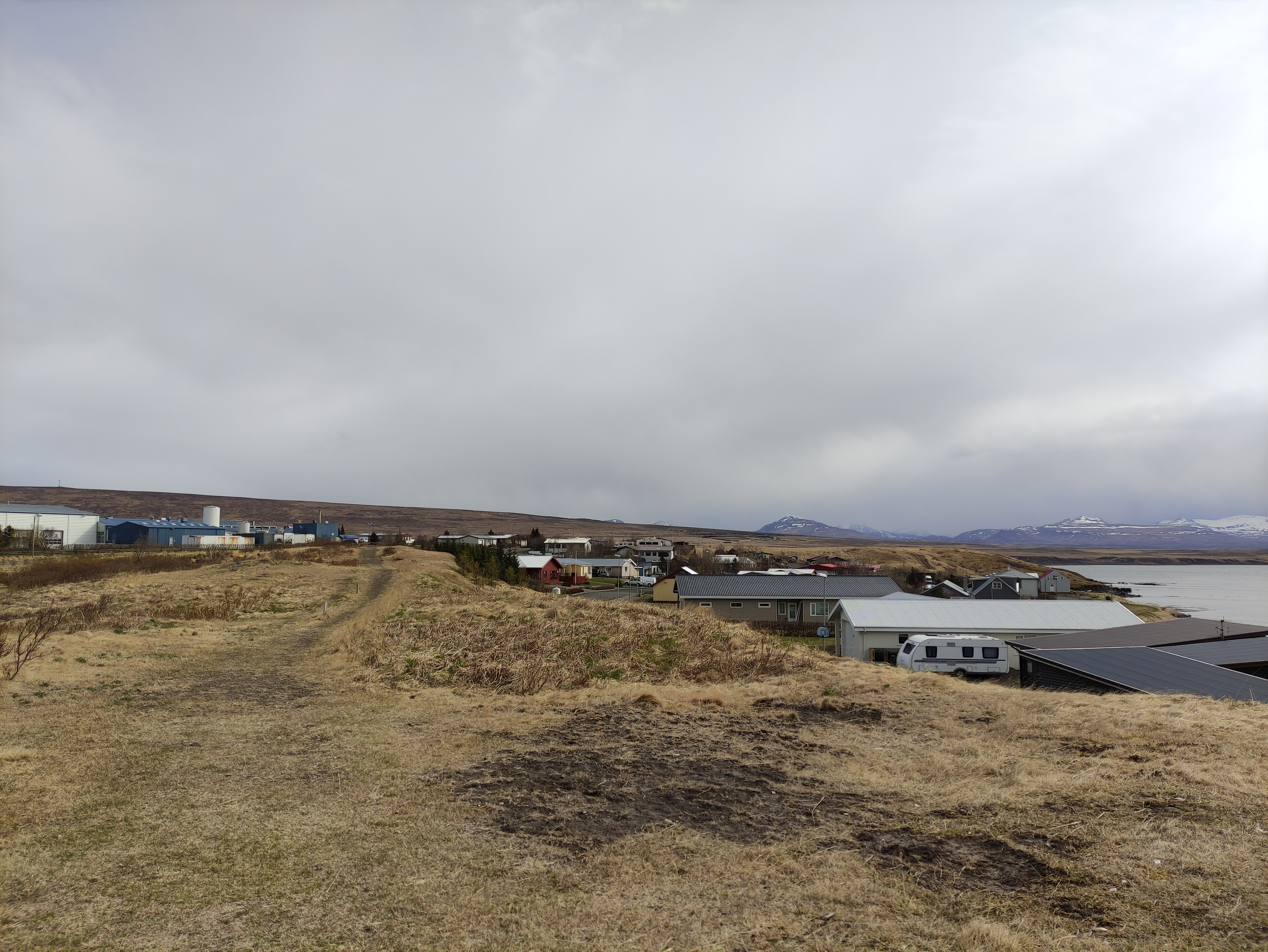
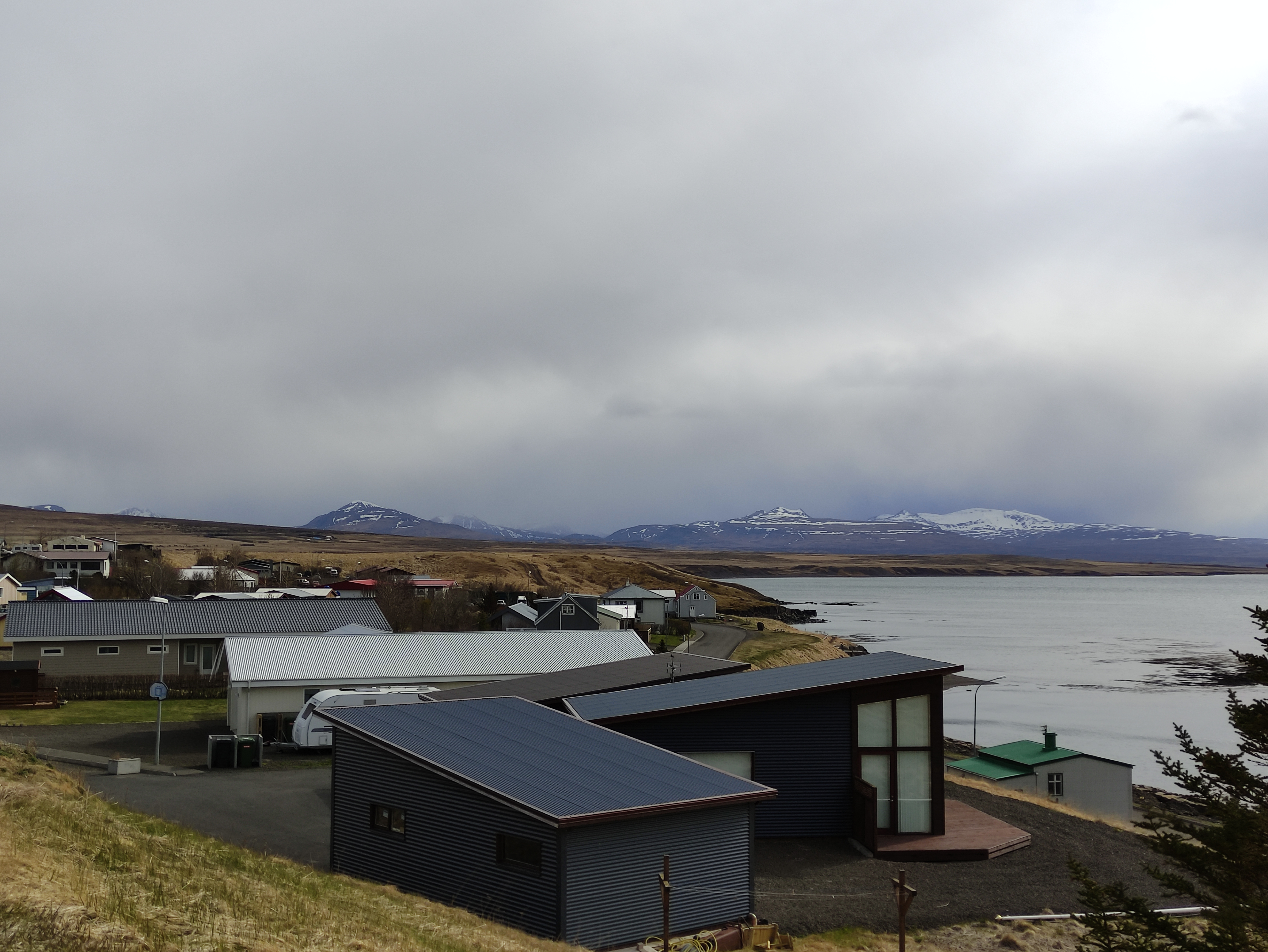
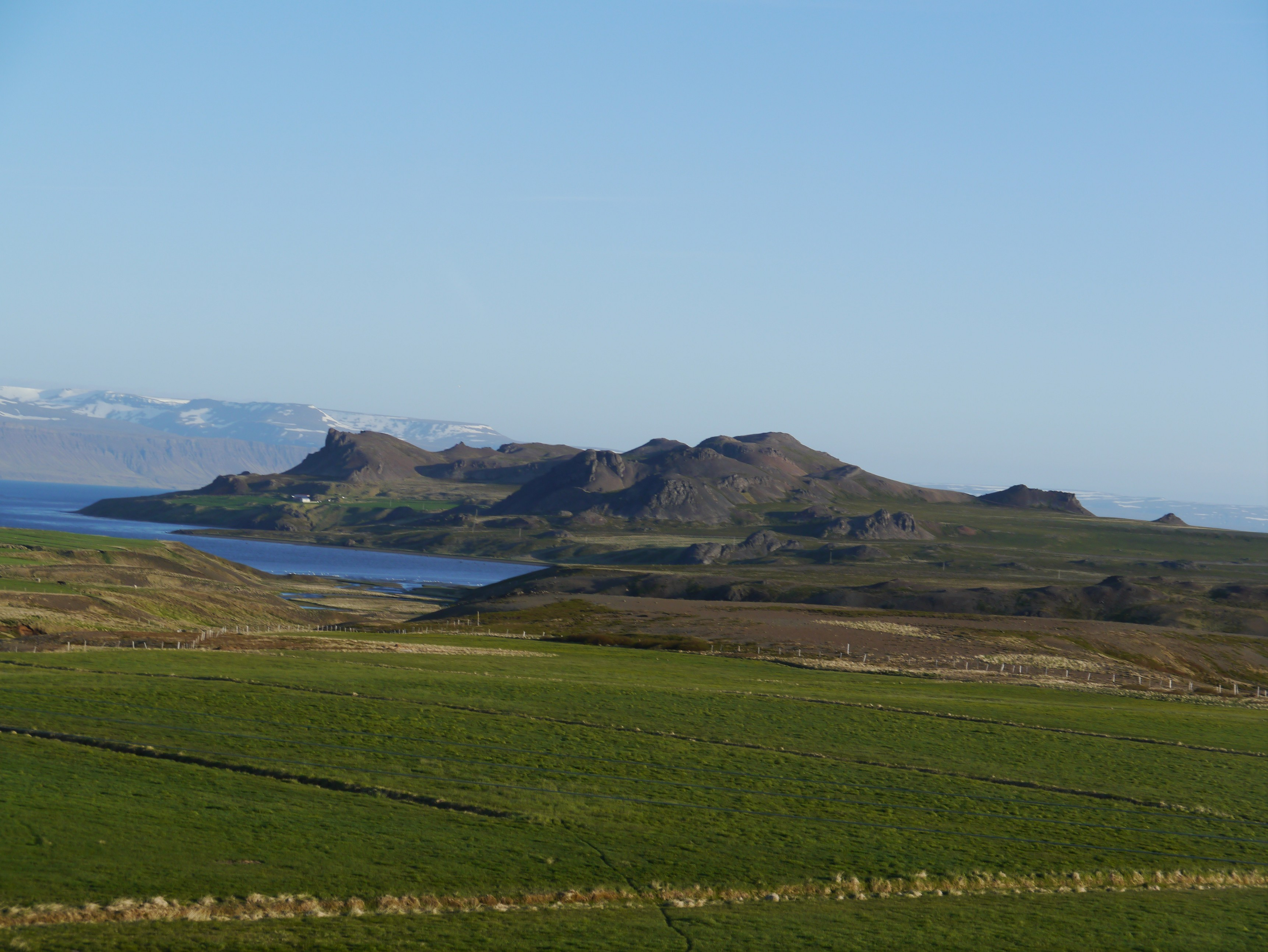
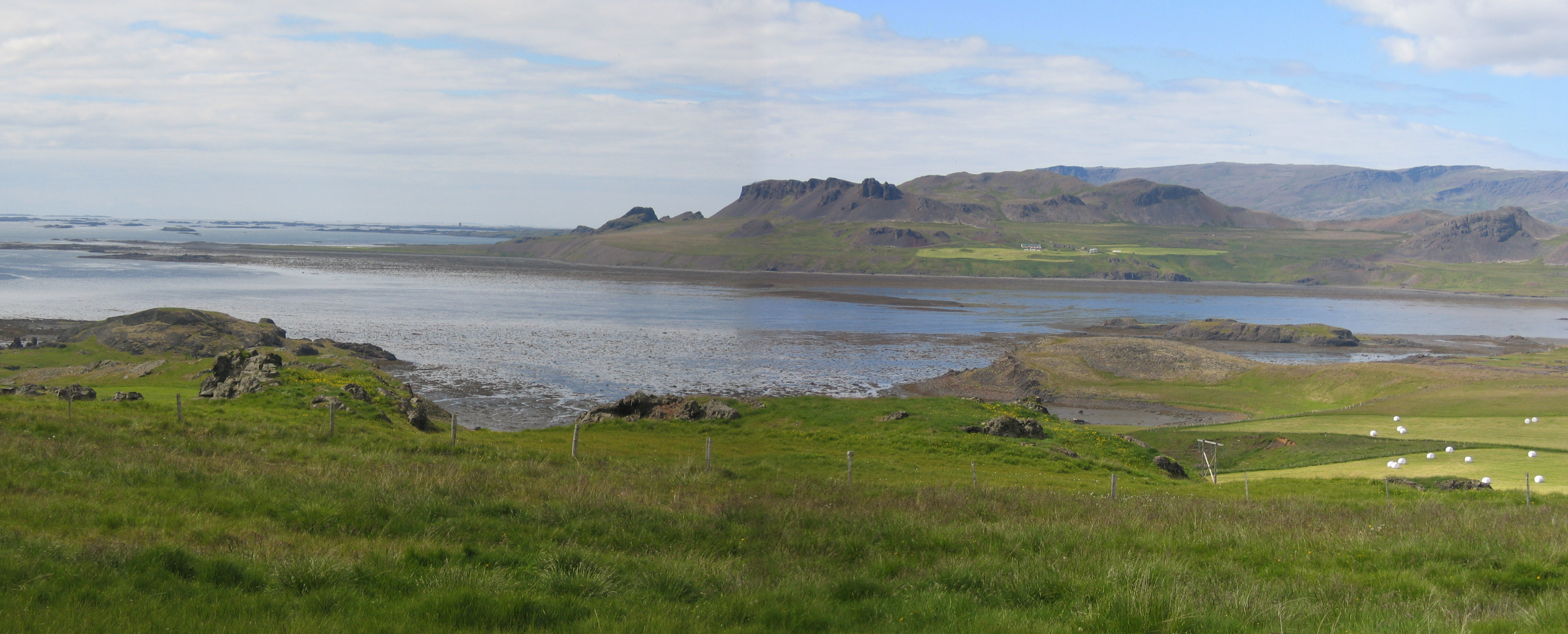